# Súkan Sónen Sunday
A Súkan Sónen Sunday (週刊少年サンデー; Súkan Sónen Szandé; Hepburn: Shūkan Shōnen Sandē; angol nyelvterületen Weekly Shōnen Sunday) heti rendszerességgel megjelenő sónen mangamagazin, melyet a Shogakukan jelentet meg 1959. április 5-e óta. Ellentétben a címével az újság lapszámai szerdánként jelennek meg.

## Története
A Súkan Sónen Sunday első lapszáma 1959. április 5-én jelent meg válaszul a rivális Kodansha egy hónappal korábban indított Súkan Sónen Magazine-jára. A bemutatkozó lapszám címlapján Nagasima Sigeo, a Jomiuri Giants baseball-csapat sztárjátékosa szerepelt, előszavát Hatano Iszoko gyermekpszichológus írta.
Ellentétben a nevével a Sónen Sunday kezdetben keddenként jelent meg, egészen 2011-ig, amikortól átálltak a szerdánkénti megjelenésre. A magazin nevében szereplő Sunday tagot annak első szerkesztője, Tojoda Kiicsi találta ki, aki azt akarta, hogy az újság címe egy pihentető hétvégét idézzen fel az olvasókban.
A Sónen Sunday jellegzetes mutatóujja, ami a magazin minden egyes oldalának bal alsó sarkában megtalálható az 1969-es 4–5. összevont lapszámban jelent meg. A Sunday feltűnőbb kabalája, egy sisakos hal az 1980-as években tűnt fel először.
Az 1990-es és 2000-es évek előtt a Sónen Sunday egyetlen mangája sem tartott tovább negyven kötetnél. Ez Conan, a detektív, a Major, az InuYasha, a Sidzsó szaikjó no desi Kenicsi vagy a Karakuri Circus megjelenésével megváltozott, mindegyik az utolsó fejezetük megjelenéséig nagy érdeklődést tartott fenn. A magazin egy másik változtatása az újonc mangakák sorozatainak korai felfüggesztése, amely következtében az írók, köztük például Kumeta Kódzsi is más újságokban folytatta sorozatait.
Mivel a két magazin alapítási dátumai igen közel esnek egymáshoz, az ötvenedik évfordulót a Súkan Sónen Sunday és riválisa, a Súkan Sónen Magazine egy egyesített lapszámmal ünnepelte meg. A következő évben a különszám mellett, egyéb ünnepségekkel, ajándéktárgyakkal és manga crossoverekkel is megünnepelték a két magazin alapításának ötvenedik évfordulóját.

## Jelenleg futó sorozatok
A Súkan Sónen Sunday több, mint ötvenéves történelme során számos a műfajukban klasszikusnak számító mangának adott otthont. A magazinba számos, a mangaipar legnagyobb nevei között számon tartott mangaka, így többek között Tezuka Oszamu, Isinomori Sótaró, Takahasi Rumiko, Adacsi Micuru vagy Aojama Gósó is írt.
| Cím                                                                                     | Író                                        | Bemutató         |
| --------------------------------------------------------------------------------------- | ------------------------------------------ | ---------------- |
| Aszaoka Kókó jakjúbu nissi: Over Fence (-浅丘高校野球部日誌- オーバーフェンス)          | Adacsi Micuru                              | 2011. április    |
| Anagle Mole (アナグルモール)                                                            | Fukucsi Cubasza                            | 2011. október    |
| Ane Log Mojako neeszan no Tomaranai Monologue (姉ログ 靄子姉さんの止まらないモノローグ) | Tagucsi Kendzsi                            | 2012. szeptember |
| Arata kangatari: Engaku kógatari (アラタ カンガタリ〜革神語〜)                          | Vatasze Jú                                 | 2008. október    |
| Area D Inó Rjóiki (AREA D 異能領域)                                                     | Jang Gjongil, Nanacuki Kjóicsi             | 2012. március    |
| Be Blues! Ao ni nare (BE BLUES!〜青になれ〜)                                            | Tanaka Motojuki                            | 2011. január     |
| Bestialious (闘獣士)                                                                    | Kakizaki Maszafumi                         | 2013. augusztus  |
| Birdmen (バードメン)                                                                    | Tanabe Yellow                              | 2013. július     |
| Bujuden (武勇伝)                                                                        | Micuda Takuja                              | 2011. március    |
| Charactimes (キャラクタイムズ)                                                          | Jorozuja Fudzsiminoszuke                   | 2013. január     |
| Csószuinó Kei (超推脳KEI)                                                               | Gomi Kazuo, Tanaka Josiki, Mizuno Micuhiro | 2013. március    |
| Denpa kjósi (電波教師)                                                                  | Azuma Takesi                               | 2011. november   |
| Conan, a detektív (名探偵コナン)                                                        | Aojama Gósó                                | 1994. január     |
| Fantasista Stella (ファンタジスタ ステラ)                                               | Kuszaba Micsiteru                          | 2012. október    |
| Gekko dzsorei (月光条例)                                                                | Fudzsita Kazuhiro                          | 2008. március    |
| Gin no szadzsi Silver Spoon (銀の匙 Silver Spoon)                                       | Arakava Hiromu                             | 2011. április    |
| Hajate no gotoku! (ハヤテのごとく!)                                                     | Hata Kendzsiró                             | 2004. október    |
| Inubu! Bokura no Sippo szenki (犬部! -ボクらのしっぽ戦記-)                              | Katano Juka, Takakura Haruki, Hamanaka Aki | 2011. május      |
| Dzsódzsú szendzsin!! Musibugjó (常住戦陣!!ムシブギョー)                                 | Fukuda Hirosi                              | 2011. január     |
| Keijo!!!!!!!! (競女!!!!!!!!)                                                            | Szorajomi Daicsi                           | 2013. július     |
| Sidzsó szaikjó no desi Sinicsi (史上最強の弟子ケンイチ)                                 | Macuena Sun                                | 2002. április    |
| Kokusi muszó!! (國士無双!!)                                                             | Tadzsima Kazuki                            | 2013. július     |
| Kuniszaki Izumo no dzsidzsó (國崎出雲の事情)                                            | Hirakava Aja                               | 2010. január     |
| Kjókai no Rinne (境界のRINNE)                                                           | Takahasi Rumiko                            | 2009. április    |
| Magi (マギ)                                                                             | Ótaka Sinobu                               | 2009. június     |
| Nobelu (NOBELU -演-)                                                                    | Nodzsima Sindzsi, Josida Juzuru            | 2013. március    |
| Szaigo va? Straight!! (最後は?ストレート!!)                                             | Szamukava Kazujuki                         | 2010. október    |
| Szaidzsó no meii: The King of Neet (最上の明医〜ザ・キング・オブ・ニート〜)             | Kenzó Irie, Hasigucsi Takasi               | 2010. március    |
| Tadasii Kodomo no cukurikata! (正しいコドモの作り方!)                                   | Morita Marita, Kuroda Takajosi             | 2012. április    |
| Kami nomi zo siru szekai (神のみぞ知るセカイ)                                           | Vakaki Tamiki                              | 2008. április    |
| Zettai Karen Children (絶対可憐チルドレン)                                              | Siina Takasi                               | 2004. július     |

## Példányszám
- 2000 – 2,02 millió
- 2002 – 1,53 millió
- 2003 – 1,31 millió
- 2004 – 1,16 millió
- 2005 – 1,06 millió
- 2006 – 1,01 millió
- 2007 – 0,94 millió
- 2008 – 873 438[4]
- 2009 – 773 062[5]
- 2010 – 678 917[6]
- 2011 – 583 750

## Szerkesztők
- Hirajama Takasi (1991–1993)
- Okujama Tojohiko (1994–2000)
- Cuzuki Sinicsiró (2000–2002)
- Mikami Sinicsi (2002–2004)
- Hajasi Maszato (2004–napjainkig)

## Nemzetközi kiadások
- Shōnen Star – Indonézia

### Észak-Amerikai kiadás
Észak-Amerikában a Viz Media adja ki a Sónen Sunday mangáit kezdve a Kjókai no Rinne első lapszámának 2009. október 20-i megjelenésétől.